# Arrondissement Vouziers
Das Arrondissement Vouziers ist eine Verwaltungseinheit im Département Ardennes in der französischen Region Grand Est. Hauptort (Unterpräfektur) ist Vouziers.
Im Arrondissement liegen zwei Wahlkreise (Kantone) und 118 Gemeinden.

## Wahlkreise
- Kanton Attigny
- Kanton Vouziers (mit 39 von 50 Gemeinden)

## Gemeinden
| 1. Alland’Huy-et-Sausseuil (08006) | 2. Apremont (08017)                         | 3. Ardeuil-et-Montfauxelles (08018) | 4. Attigny (08025)                   |
| 5. Aure (08031)                    | 6. Authe (08033)                            | 7. Autruche (08035)                 | 8. Autry (08036)                     |
| 9. Bairon et ses environs (08116)  | 10. Ballay (08045)                          | 11. Bar-lès-Buzancy (08049)         | 12. Bayonville (08052)               |
| 13. Beffu-et-le-Morthomme (08056)  | 14. Belleville-et-Châtillon-sur-Bar (08057) | 15. Belval-Bois-des-Dames (08059)   | 16. Bouconville (08074)              |
| 17. Boult-aux-Bois (08075)         | 18. Bourcq (08077)                          | 19. Brieulles-sur-Bar (08085)       | 20. Briquenay (08086)                |
| 21. Brécy-Brières (08082)          | 22. Buzancy (08089)                         | 23. Cauroy (08092)                  | 24. Challerange (08097)              |
| 25. Champigneulle (08098)          | 26. Charbogne (08103)                       | 27. Chardeny (08104)                | 28. Chatel-Chéhéry (08109)           |
| 29. Chevières (08120)              | 30. Chuffilly-Roche (08123)                 | 31. Condé-lès-Autry (08128)         | 32. Contreuve (08130)                |
| 33. Cornay (08131)                 | 34. Coulommes-et-Marqueny (08134)           | 35. Dricourt (08147)                | 36. Écordal (08151)                  |
| 37. Exermont (08161)               | 38. Falaise (08164)                         | 39. Fléville (08171)                | 40. Fossé (08176)                    |
| 41. Germont (08186)                | 42. Givry (08193)                           | 43. Grandham (08197)                | 44. Grandpré (08198)                 |
| 45. Grivy-Loisy (08200)            | 46. Guincourt (08204)                       | 47. Harricourt (08215)              | 48. Hauviné (08220)                  |
| 49. Imécourt (08233)               | 50. Jonval (08238)                          | 51. La Berlière (08061)             | 52. La Croix-aux-Bois (08135)        |
| 53. La Sabotterie (08374)          | 54. Lametz (08244)                          | 55. Lançon (08245)                  | 56. Landres-et-Saint-Georges (08246) |
| 57. Leffincourt (08250)            | 58. Les Grandes-Armoises (08019)            | 59. Les Petites-Armoises (08020)    | 60. Liry (08256)                     |
| 61. Longwé (08259)                 | 62. Machault (08264)                        | 63. Manre (08271)                   | 64. Marcq (08274)                    |
| 65. Marquigny (08278)              | 66. Mars-sous-Bourcq (08279)                | 67. Marvaux-Vieux (08280)           | 68. Mont-Saint-Martin (08308)        |
| 69. Mont-Saint-Remy (08309)        | 70. Montcheutin (08296)                     | 71. Montgon (08301)                 | 72. Monthois (08303)                 |
| 73. Mouron (08310)                 | 74. Neuville-Day (08321)                    | 75. Noirval (08325)                 | 76. Nouart (08326)                   |
| 77. Oches (08332)                  | 78. Olizy-Primat (08333)                    | 79. Pauvres (08338)                 | 80. Quatre-Champs (08350)            |
| 81. Quilly (08351)                 | 82. Rilly-sur-Aisne (08364)                 | 83. Saint-Clément-à-Arnes (08378)   | 84. Saint-Étienne-à-Arnes (08379)    |
| 85. Saint-Juvin (08383)            | 86. Saint-Lambert-et-Mont-de-Jeux (08384)   | 87. Saint-Loup-Terrier (08387)      | 88. Saint-Morel (08392)              |
| 89. Saint-Pierre-à-Arnes (08393)   | 90. Saint-Pierremont (08394)                | 91. Sainte-Marie (08390)            | 92. Sainte-Vaubourg (08398)          |
| 93. Saulces-Champenoises (08401)   | 94. Sauville (08405)                        | 95. Savigny-sur-Aisne (08406)       | 96. Séchault (08407)                 |
| 97. Semide (08410)                 | 98. Semuy (08411)                           | 99. Senuc (08412)                   | 100. Sommauthe (08424)               |
| 101. Sommerance (08425)            | 102. Sugny (08431)                          | 103. Suzanne (08433)                | 104. Sy (08434)                      |
| 105. Tailly (08437)                | 106. Tannay-le-Mont-Dieu (08439)            | 107. Thénorgues (08446)             | 108. Toges (08453)                   |
| 109. Tourcelles-Chaumont (08455)   | 110. Tourteron (08458)                      | 111. Vandy (08461)                  | 112. Vaux-Champagne (08462)          |
| 113. Vaux-en-Dieulet (08463)       | 114. Vaux-lès-Mouron (08464)                | 115. Verpel (08470)                 | 116. Verrières (08471)               |
| 117. Voncq (08489)                 | 118. Vouziers (08490)                       |                                     |                                      |

## Ehemalige Gemeinden seit der landesweiten Neuordnung der Kantone
bis 2024:
Tannay
bis 2015:
Le Chesne, Les Alleux, Louvergny, Termes, Terron-sur-Aisne, Vrizy